# Die Liebesfiliale
Die Liebesfiliale è un film del 1931 diretto da Carl Heinz Wolff.
Fu l'ultima apparizione sullo schermo per Lotte Neumann, un'attrice che, qualche anno più tardi, avrebbe intrapreso la carriera di sceneggiatrice.

## Produzione
Il film fu prodotto dalla Carl Heinz Wolff-Filmproduktion GmbH.

## Distribuzione
Distribuito da compagnie regionali (la Werner Film-Verleih GmbH per la zona di Berlino, la Nord-Film GmbH per la zona di Amburgo, la Cleo-Film GmbH per quella di Lipsia), il film uscì nelle sale cinematografiche tedesche l'8 dicembre 1931.	